# Sokorópátka
Sokorópátka é um município da Hungria, situado no condado de Győr-Moson-Sopron. Tem 16,85 km² de área e sua população em 2015 foi estimada em 1.102 habitantes.